# Марченко Олександр Гнатович
Олександр Гнатович Марченко (нар. 23 червня 1937) — український радянський діяч, новатор виробництва, бригадир монтажників Харківського домобудівного комбінату № 1 комбінату «Харківжитлобуд». Повний кавалер ордену Трудової Слави. Кандидат у члени ЦК КПУ в 1981—1990 р.

## Біографія
З 1953 року — учень Дніпродзержинської школи фабрично-заводського навчання, монтажник Дніпропетровського управління «Стальмонтаж». Служив у Радянській армії.
У 1959—1961 роках — монтажник Дніпропетровського спеціалізованого управління № 101 Нікопольського будівельного управління № 109 Управління начальника робіт № 428 тресту № 88 в Дніпропетровській області.
З 1961 року — монтажник, бригадир монтажників, бригадир комплексної бригади будівельного управління № 3 Харківського домобудівного комбінату № 1 комбінату «Харківжитлобуд».
Член КПРС з 1965 року. Новатор виробництва. Сприяв створенню і впровадженню нової ефективної техніки, високопродуктивних технологічних процесів, освоєнню нових серій великопанельних будинків.
Потім — на пенсії у місті Харкові.

## Нагороди
- орден Трудового Червоного Прапора
- Орден Трудової Слави І ст. (7.01.1983)
- Орден Трудової Слави ІІ ст. (12.05.1977)
- Орден Трудової Слави ІІІ ст. (21.04.1975)
- медалі
- лауреат Державної премії Української РСР (1978)